# Dead Girls Dancing
Dead Girls Dancing ist ein Filmdrama von Anna Roller. In dem Film machen sich drei frischgebackene Abiturientinnen auf einen Roadtrip nach Italien. Als ihr Auto mitten in den italienischen Bergen liegen bleibt, stoßen sie auf ein verlassenes Dorf. Dead Girls Dancing, Rollers Langfilmdebüt, feierte im Juni 2023 beim Tribeca Film Festival und beim Filmfest München seine geteilte Premiere und kam im November 2023 in die Kinos.

## Handlung
Ira und ihre Schulfreundinnen Ka und Malin feiern ihre bestandenen Abiturprüfungen mit einem Roadtrip nach Italien. Auf dem Weg lernen sie die mysteriöse Backpackerin Zoe kennen. Als ihr Auto mitten in den italienischen Bergen liegen bleibt, stoßen sie auf der Suche nach Hilfe auf ein Dorf, das auf unerklärliche Weise verlassen zu sein scheint. Abgeschieden von der Welt fühlen sie sich zum ersten Mal frei – frei von den Erwartungen ihrer Eltern und Lehrer und auch von ihren eigenen. Doch die Mädchen können sich nicht ewig vor der Außenwelt verstecken.

## Produktion
Regie führte Anna Roller, die auch das Drehbuch schrieb. Es handelt sich dabei um ihren ersten Langfilm. Mit ihren Kurzfilmen war sie bereits zweifach beim Filmschoolfest Munich zu Gast. Im Jahr 2017 stellte sie dort Pan und im Jahr 2022 Gör vor, der auch mit dem Deutschen Kurzfilmpreis ausgezeichnet wurde. Dead Girls Dancing ist Rollers Abschlussfilm.

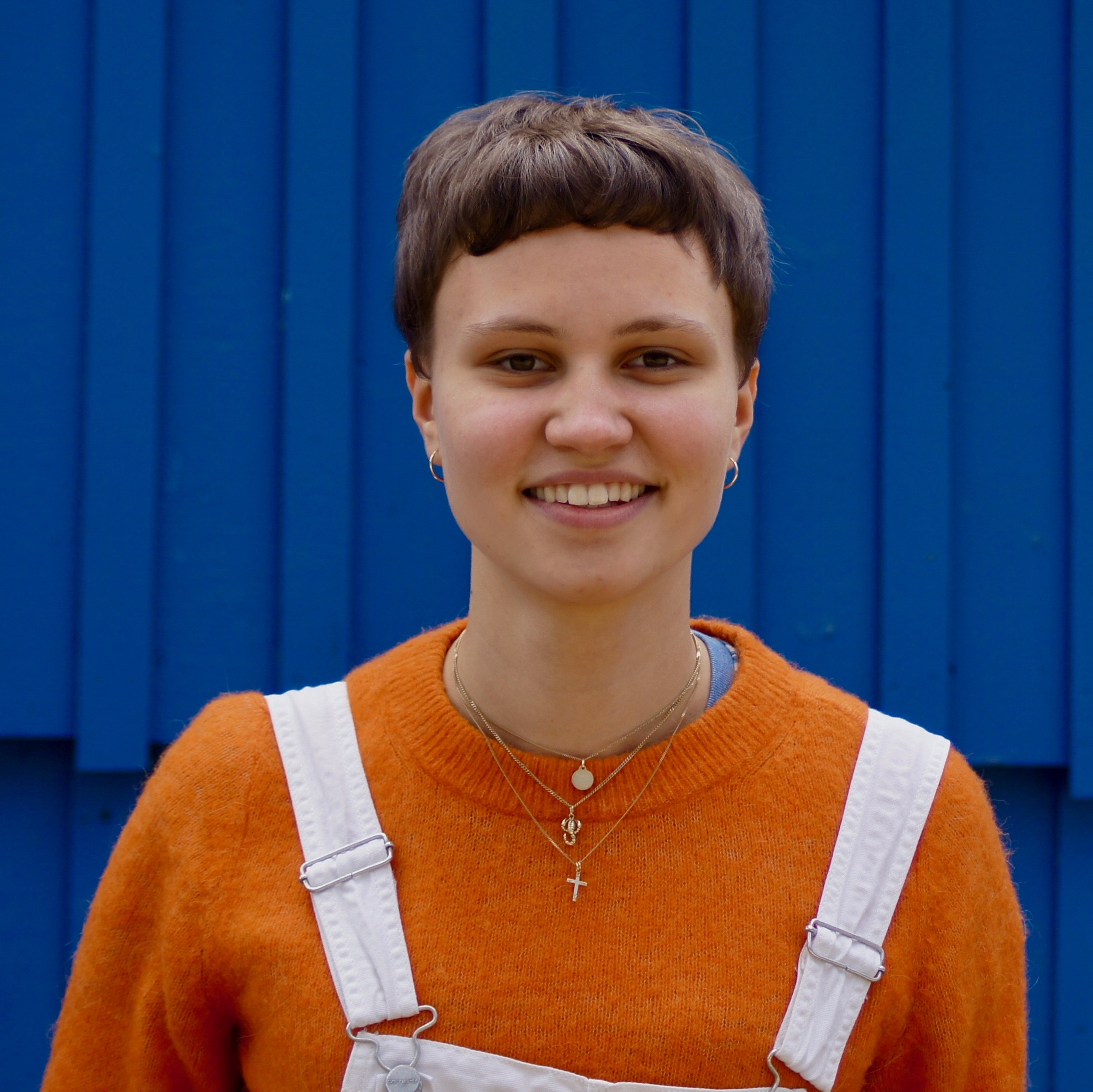
Luna Jordan spielt Ira

Luna Jordan, die Tochter der österreichischen Schauspielerin Bettina Ratschew, spielt Ira, Noemi Liv Nicolaisen und Katharina Stark ihre Freundinnen Ka und Malin. Sara Giannelli ist in der Rolle der Backpackerin Zoe zu sehen, die sie mitnehmen. In weiteren Rollen spielen Anton Algrang und Antonietta Bonomi Signore und Signora Moretti, Carolin Conrad Ines und Astrid Polak Oma.
Der Film erhielt vom FilmFernsehFonds Bayern eine Nachwuchsförderung in Höhe von 150.000 Euro nebst einem Erfolgsdarlehen in Höhe von rund 15.400 Euro.
Die Dreharbeiten fanden von Ende August bis Anfang Oktober 2021 statt. Als Kameramann fungierte Felix Pflieger.
Der Film feierte im Juni 2023 beim Filmfest München sowie im Internationalen Wettbewerb des Tribeca Film Festival seine geteilte Weltpremiere. Anfang Juli 2023 wurde er beim Internationalen Filmfestival Karlovy Vary gezeigt. Im September 2023 wurde er bei der Filmkunstmesse Leipzig und Ende September, Anfang Oktober 2023 beim Zurich Film Festival vorgestellt. Im November 2023 wird Dead Girls Dancing beim European Film Festival in Lecce gezeigt. Der Streamingdienst und Filmverleih Mubi sicherte sich die Rechte für Deutschland und Österreich. Der Kinostart erfolgte am 23. November 2023.

## Auszeichnungen
Braunschweig International Film Festival 2023
- Nominierung für den Deutsch-französischen Jugendpreis[10]

Deutscher Kamerapreis 2024
- Nominierung in der Kategorie Fiktion Kino (Felix Pflieger)[11]

European Film Festival 2023
- Nominierung für die Golden Olive – Cristina Soldano Prize[8]

Filmfest München 2023
- Nominierung für den Förderpreis Neues Deutsches Kino – Regie (Anna Roller)
- Nominierung für den Förderpreis Neues Deutsches Kino – Drehbuch (Anna Roller)
- Nominierung für den Förderpreis Neues Deutsches Kino – Produktion (Lea Neu und Katharina Kolleczek)
- Nominierung für den Förderpreis Neues Deutsches Kino – Schauspiel (Luna Jordan, Katharina Stark, Noemi Liv Nicolaisen und Sara Giannelli)[12]

New Faces Awards 2024
- Auszeichnung als Bester Debütfilm (Anna Roller)

VGF-Nachwuchsproduzentenpreis 2023
- Auszeichnung für Katharina Kolleczek und Lea Neu[13]

Tribeca Film Festival 2023
- Nominierung im International Narrative Competition

Zurich Film Festival 2023
- Nominierung im Fokus Wettbewerb[14]